# Lazaristenkirche (Neubau)

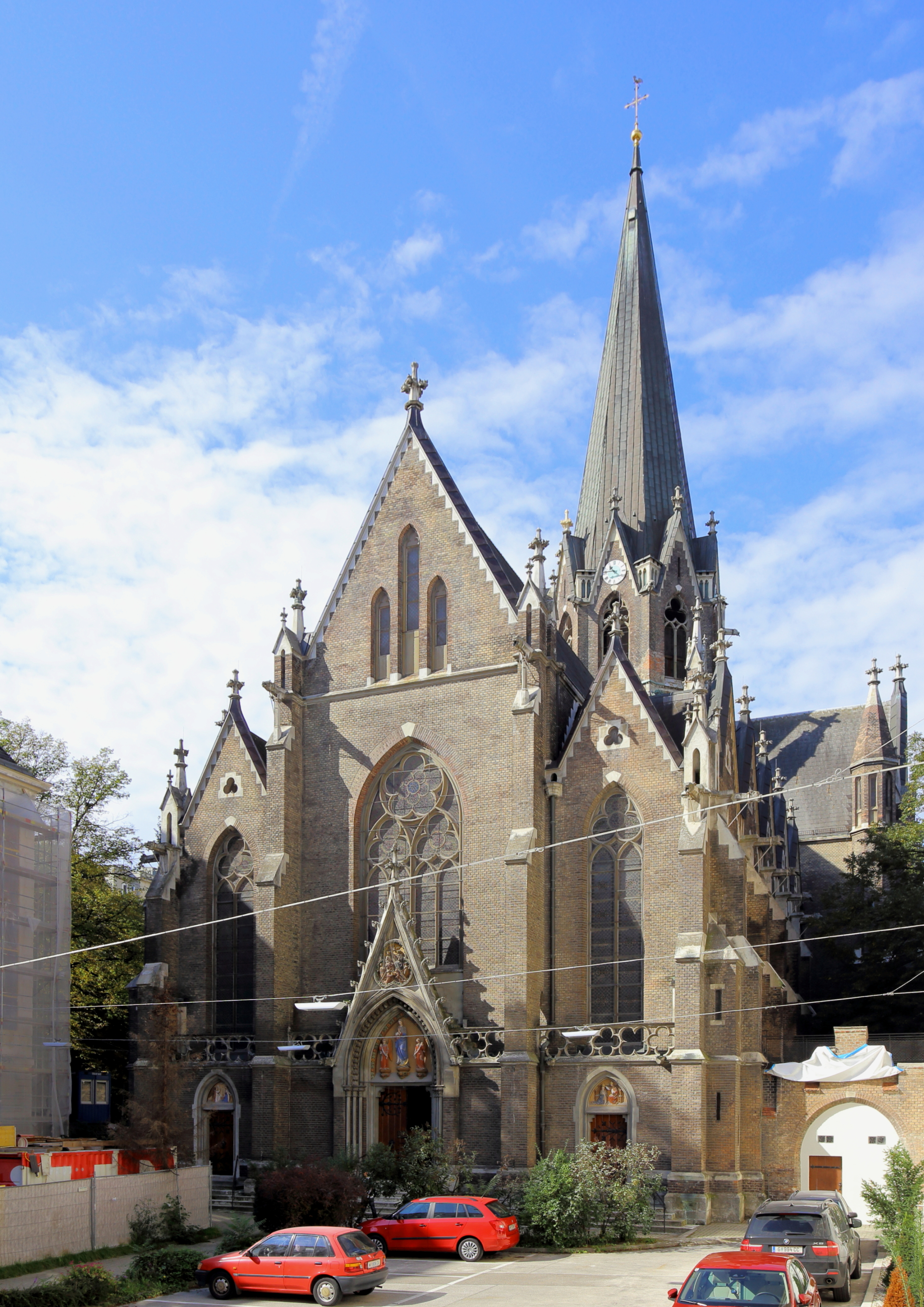
Ostfassade der Lazaristenkirche

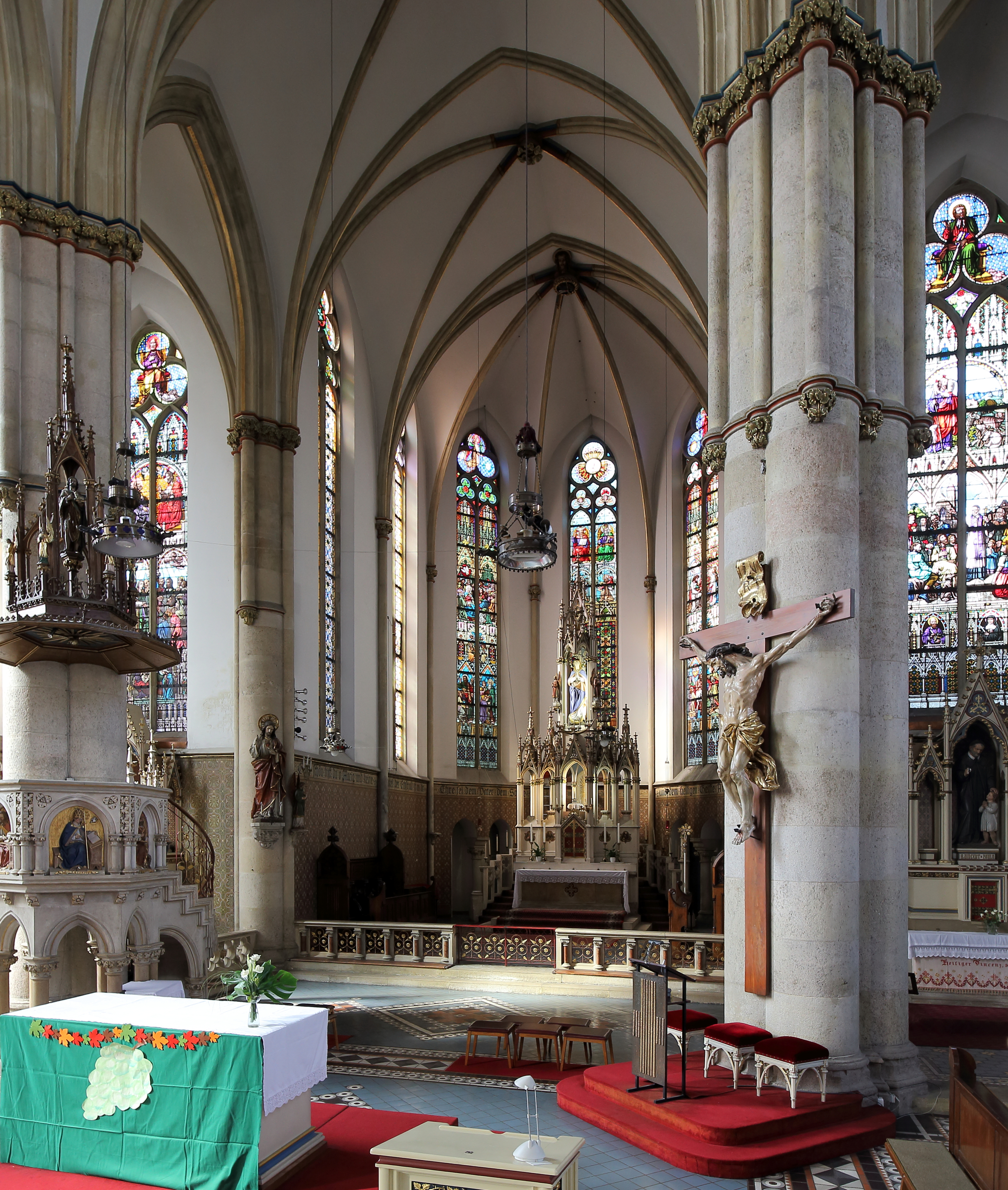
Chorraum

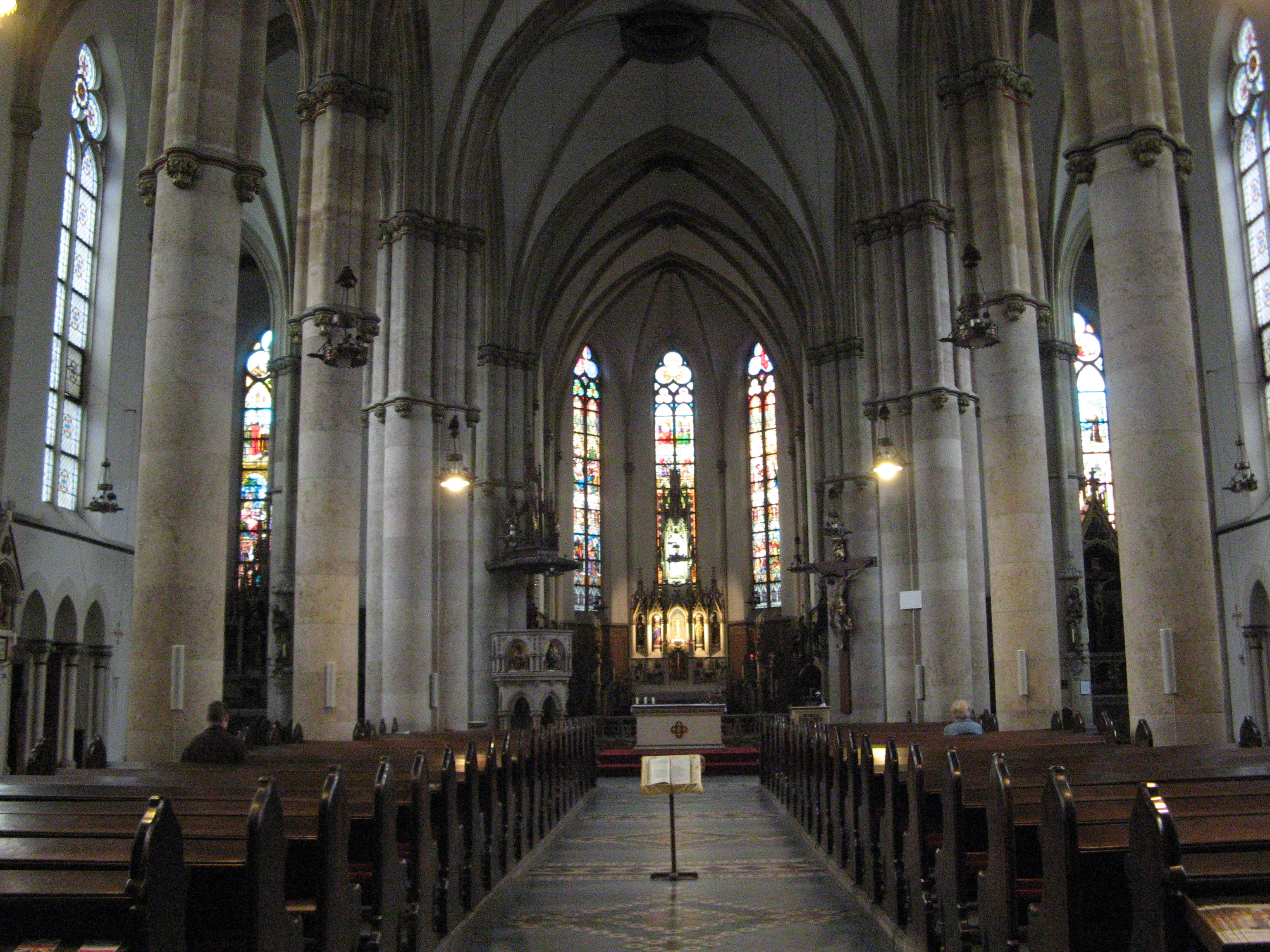
Blick auf den Hochaltar

Die Lazaristenkirche ist ein römisch-katholisches Kirchengebäude im 7. Wiener Gemeindebezirk Neubau. Sie ist der Unbefleckten Empfängnis geweiht.
Die neugotische Hallenkirche des Architekten Friedrich von Schmidt befindet sich im Bezirksteil Schottenfeld zwischen der Kaiserstraße und dem Neubaugürtel. Im Norden schließen die Bauten des ehemaligen Sophienspitals an.

## Geschichte
Die Lazaristenkirche wurde als Ordenskirche für die 1853 nach Österreich berufenen Lazaristen erbaut. Sie war das erste Bauwerk, das der aus Württemberg stammende Architekt Friedrich von Schmidt in Wien realisierte. Schmidt hatte 1859 eine Professur an der Wiener Akademie der bildenden Künste erhalten. Der Grundstein zur Kirche wurde am 27. September 1860, dem 200. Todestag des Lazaristen-Patrons Vinzenz von Paul, vom Wiener Erzbischof Kardinal Joseph Othmar von Rauscher gelegt. Am Vorabend des Fests Mariä Empfängnis 1862 weihte Kardinal Rauscher den fertigen Kirchenbau der Unbefleckten Empfängnis.
Für die bauliche Ausführung nach dem Vorbild der gotischen Elisabethkirche in Marburg war der Baumeister Josef Hlávka verantwortlich. In der Vorhalle der Kirche befinden sich Porträtköpfe, die Schmidt und Hlávka darstellen. Friedrich von Schmidt, der zwischenzeitlich sein wohl bekanntestes Bauprojekt, das Wiener Rathaus, realisiert hatte, entwarf rund 15 Jahre nach der Lazaristenkirche in Neubau auch die Lazaristenkirche St. Severin im heutigen 18. Wiener Gemeindebezirk Währing.
Das Kloster und der Pfarrhof bei der Lazaristenkirche wurden erst 1904 erbaut. In der 1970 eingerichteten Hauskapelle im ersten Stock des Klosters befindet sich eine mit Bildern des Malers Anton Lehmden gestaltete Altarwand. Im Jahr 1939 wurde die Lazaristenkirche zur Pfarrkirche erhoben. Hier ist seitdem die Pfarre Unbefleckte Empfängnis beheimatet, eine von sieben Pfarren im Stadtdekanat 6/7. Nach Schäden im Zweiten Weltkrieg wurde die Kirche wiederhergestellt und 1984 erneut restauriert.

## Architektur

### Äußeres
Der achteckige, 68 Meter hohe Turm der Lazaristenkirche liegt an der Vierung des Gebäudes. Im Tympanon des Hauptportals an der Ostseite befinden sich bunte Plastiken der heiligen Maria mit zwei Engeln. 

### Innenraum
Der 30 Meter lange und 19 Meter hohe dreischiffige Innenraum besitzt ein 15 Meter breites Querschiff und wird im Westen von einem Chor abgeschlossen.
Der Hochaltar ist ein Werk der Bildhauer Holzmann und Dorsch. Am Kreuzaltar im nördlichen Querschiff befindet sich ein barockes Kruzifix, das so genannte „Bärenkreuz“. Drei Seitenaltäre sind den Heiligen Anna, Josef und Vinzenz von Paul, dem Patron der Lazaristen, geweiht. Links des St.-Anna-Altars steht eine Figur aus der zweiten Hälfte des 19. Jahrhunderts, die den 1996 heiliggesprochenen Lazaristenmissionar Johannes Gabriel Perboyre zeigt. Der Taufstein, auf dem Szenen aus dem Alten und Neuen Testament dargestellt sind, ist ein Werk des Bildhauers Jakob Adlhart aus dem Jahr 1943. Adlhart hatte bereits 1933 ein großes Kruzifix geschaffen, das gegenüber der Kanzel an einem Vierungspfeiler angebracht ist.
Auf den Kirchenfenstern sind Heilige und Bibelszenen dargestellt. Bemerkenswert sind die Glasmalereien mit den vier lateinischen Kirchenvätern Gregor der Große, Hieronymus, Augustinus von Hippo und Ambrosius von Mailand und den vier griechischen Kirchenvätern Johannes Chrysostomos, Basilius der Große, Gregor von Nazianz und Athanasius der Große, die einander anzusehen scheinen.

### Orgel
Das neugotische Gehäuse der Orgel stammt aus dem Jahr 1862. Das von Matthäus Mauracher d. Ä. 1862 errichtete Orgelwerk wurde 1899 von Josef Mauracher aus St. Florian und 1927/28 durch Johann M. Kauffmann aus Wien auf vier Manuale und 52 Register erweitert. Auf der Orgelbrüstung sind seit 1927 die Heiligen Cäcilia von Rom und Therese von Lisieux sowie Heilige, die in Wien tätig waren, dargestellt.
| I Hauptwerk C-g‘‘‘ |     |
| Prinzipal          | 16' |
| Bourdon            | 16' |
| Prinzipal          | 08' |
| Viola baritona     | 08' |
| Gemshorn           | 08' |
| Waldflöte          | 08' |
| Gedeckt            | 08' |
| Oktav              | 04' |
| Rohrflöte          | 04' |
| Rauschquinte II    |     |
| Cornett III        |     |
| Mixtur V           |     |
| Trompete           | 08' |

| II Positiv C-g‘‘‘   |     |
| Lieblich Gedeckt    | 16' |
| Bourdon Prinzipal 0 | 08' |
| Gamba               | 08' |
| Salicional          | 08' |
| Flöte               | 08' |
| Dolce               | 08' |
| Prästant            | 04' |
| Spitzflöte          | 04' |
| Gemshorn            | 02' |
| Mixtur IV           |     |
| Klarinette          | 08' |

| III Schwellwerk C-g‘‘‘  |     |
| Salicional              | 16' |
| Principalino            | 08' |
| Aeoline                 | 08' |
| Vox coelestis           | 08' |
| Quintatön               | 08' |
| Konzertflöte            | 08' |
| Violine                 | 04' |
| Fernflöte               | 04' |
| Harmonia aetherea III 0 |     |
| Oboe                    | 08' |
| Tremulant               |     |

| IV Fernwerk C-g‘‘‘ |     |
| Ferngedeckt        | 08' |
| Fugara             | 08' |
| Prinzipal          | 04' |
| Mixtur III–V       |     |
| Vox humana         | 08' |

| Pedalwerk C–f' |         |
| Untersatz      | 32'     |
| Contrabass     | 16'     |
| Violonbass     | 16'     |
| Subbass        | 16'     |
| Still Gedeckt  | 16'     |
| Quintbass      | 10 2⁄3' |
| Oktavbass      | 08'     |
| Bassviola      | 08'     |
| Gedecktbass    | 08'     |
| Quintbass      | 05 1⁄3' |
| Flöte          | 04'     |
| Posaune        | 16'     |
| Trompete       | 08'     |

- Koppeln:

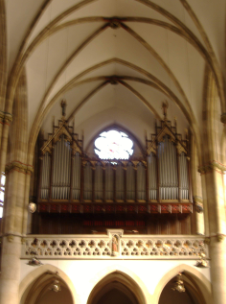
Orgel

  - Normalkoppeln: II/I, III/I, III/II, I/P, II/P, III/P, IV/P
  - Suboktavkoppeln: II/I, III/II, IV/IV
  - Superoktavkoppeln: II/I, II/II, III/II, III/III, IV/IV

### Glocken
In der Kirche hängen vier Glocken. Drei im Vierungsturm wurden 1961 von der Wiener Glockengießerei Pfundner gegossen, die kleinste im Dachreiter über dem vorderen Teil der Kirche stammt aus dem Jahr 1855 und ist ein Werk von L. G.  Korrentsch, Wien.
| Glocke | Name           | Gussjahr | Durchmesser | Gewicht  | Schlagton | Inschrift                                                                        |
| ------ | -------------- | -------- | ----------- | -------- | --------- | -------------------------------------------------------------------------------- |
| 1      | Hl. Maria      | 1961     | 1350 mm     | 1564 kg0 | d′        | + O MARIA OHNE SÜNDE EMPFANGEN, BITTE FÜR UNS, DIE WIR BEI DIR ZUFLUCHT NEHMEN + |
| 2      | Hl. Joseph     | 1961     | 1070 mm     | 727 kg   | fis′      | + SCHÜTZER UND SCHIRMHERR UNSERER FAMILIEN UND DES GOTTESVOLKES +                |
| 3      | Hl. Vinzenz    | 1961     | 0900 mm     | 420 kg   | a′        | + VATER VINZENZ RUFE UNS ZUR GOTTES- UND NÄCHSTENLIEBE +                         |
| 4      | Sanctus-Glocke | 1855     | 0380 mm     | 040 kg   | h″        |                                                                                  |